# 瓦伊科姆
瓦伊科姆（Vaikom），是印度喀拉拉邦Kottayam县的一个城镇。总人口22637（2001年）。

## 人口
该地2001年总人口22637人，其中男性10955人，女性11682人；0—6岁人口2165人，其中男1089人，女1076人；识字率85.80%，其中男性为87.81%，女性为83.91%。